# Cyrestis gades
Cyrestis gades är en fjärilsart som beskrevs av Hans Fruhstorfer 1915. Cyrestis gades ingår i släktet Cyrestis och familjen praktfjärilar. Inga underarter finns listade i Catalogue of Life.